# Katarzyna Ankudowicz
Katarzyna Ankudowicz (ur. 3 czerwca 1981 w Pasłęku) – polska aktorka teatralna, filmowa i telewizyjna.

## Życiorys
W 2004 ukończyła studia na Akademii Teatralnej im. Aleksandra Zelwerowicza w Warszawie. 26 czerwca 2004 nastąpił jej debiut teatralny – w roli macochy w sztuce Kopciuch Janusza Głowackiego w reżyserii Willa Pomerantza gościnnie na deskach Teatru Narodowego w Warszawie. Natomiast debiut filmowy Katarzyny Ankudowicz to dwie drugoplanowe role w filmach z 2002 roku: Dzień świra w reż. Marka Koterskiego i Julia wraca do domu w reż. Agnieszki Holland. W 2004 otrzymała wyróżnienie Jury Młodzieżowego na XLIV Kaliskich Spotkaniach Teatralnych za rolę Carol w W piątek wieczorem Willy’ego Russella (przedstawienie warszawskiej Akademii Teatralnej). W latach 2005–2008 pracowała w Teatrze Miejskim im. Witolda Gombrowicza w Gdyni.
Popularność przyniosła jej rola marzącej o zrobieniu wielkiej kariery Sylwii Nowik w serialu telewizyjnym Bulionerzy (2004–2006). Inną dużą rolą serialową była postać Kasi Nowak – młodziutkiej policjantki, której udało się wyjść z nałogu narkotykowego, w Pogodzie na piątek (2006–2007). W 2007 zagrała również Patrycję Srokę, jedną z głównych ról serialu komediowego Mamuśki. W latach 2013–2018 występowała w serialu obyczajowym Pierwsza miłość, wcielała się w postać Beaty Mazur.
W 2015 uczestniczyła w trzeciej edycji programu rozrywkowego Twoja twarz brzmi znajomo i poprowadziła z Wojciechem Łozowskim show SuperDzieciak.
Ma córkę, Konstancję (ur. 2020).

## Filmografia

### Filmy
| Rok  | Tytuł                            | Rola                        |
| ---- | -------------------------------- | --------------------------- |
| 2002 | Dzień świra                      | „Kura” w pociągu            |
| 2002 | Julia wraca do domu              | asystentka Alexego          |
| 2004 | Mało upalne lato                 | Panna Blondynka             |
| 2005 | Szaleńcy                         | dziewczyna w ręczniku       |
| 2007 | Taxi A                           | prostytutka Lucyna          |
| 2013 | Wałęsa. Człowiek z nadziei       | sąsiadka                    |
| 2017 | Gotowi na wszystko. Exterminator | siostra „Cypka”             |
| 2019 | Całe szczęście                   | fanka Justyna w filharmonii |
| 2022 | Gorzko, gorzko!                  | reporterka                  |
| 2022 | Zołza                            | Ewa, asystentka Anny        |

### Seriale
| Rok       | Tytuł                                                 | Rola                                          | Uwagi                  |
| --------- | ----------------------------------------------------- | --------------------------------------------- | ---------------------- |
| 2002      | Plebania                                              | Kaśka, podopieczna księdza Adama              | odc. 186               |
| 2003      | M jak miłość                                          | studentka                                     | odc. 171               |
| 2004      | M jak miłość                                          | Olga, charakteryzatorka na planie filmu Adama | odc. 263, 275          |
| 2004      | Stacyjka                                              | kolejarka                                     | odc. 1, 4, 9, 10       |
| 2004      | Czego się boją faceci, czyli seks w mniejszym mieście | Viola                                         | odc. 6; seria 2        |
| 2004      | Rodzinka                                              | Mirella, koleżanka Kingi                      | odc. 14                |
| 2004–2006 | Bulionerzy                                            | Sylwia Nowik, córka Grażyny i Piotra          |                        |
| 2005      | Boża podszewka II                                     | uczennica                                     | odc. 5, 7, 9           |
| 2005      | Egzamin z życia                                       | recepcjonistka w hotelu                       | odc. 13, 14            |
| 2006–2007 | Pogoda na piątek                                      | Kasia Nowak                                   |                        |
| 2007      | Mamuśki                                               | Patrycja Sroka                                |                        |
| 2008–2009 | Teraz albo nigdy!                                     | urzędniczka Marzena Leluch                    |                        |
| 2008–2009 | Czas honoru                                           | Krystyna, łączniczka Janka                    |                        |
| 2009      | 39 i pół                                              | kelnerka                                      | odc. 19                |
| 2009–2021 | Blondynka                                             | Elwira Auguścik                               |                        |
| 2010      | Ojciec Mateusz                                        | Krystyna Bednarz, narzeczona Rucińskiego      | odc. 12                |
| 2010      | Duch w dom                                            | wuefistka, koleżanka Beaty                    |                        |
| 2010      | Hotel 52                                              | swingerka Ela                                 | odc. 17                |
| 2011      | Rezydencja                                            | Ineza Lipka, szefowa „Naszych Spraw”          |                        |
| 2011      | Instynkt                                              | sąsiadka Chojeckiego                          | odc. 9                 |
| 2011      | Ojciec Mateusz                                        | Jagoda Iwanicka, żona Jarka                   | odc. 83                |
| 2012      | Prawo Agaty                                           | Ada Kołodziejek, znajoma Wojciechowskiej      | odc. 12                |
| 2012      | Przepis na życie                                      | Ilona, „numer 6” w „Kardamonie”               |                        |
| 2012      | Przyjaciółki                                          | koleżanka                                     | odc. 1                 |
| 2013–2018 | Pierwsza miłość                                       | Beata Mazur                                   |                        |
| 2013      | Komisarz Alex                                         | Joanna Kulisz                                 | odc. 38                |
| 2014      | Sama słodycz                                          | Jolanta, uczestniczka „randki w ciemno”       | odc. 1                 |
| 2014–2020 | O mnie się nie martw                                  | Marta Piątek-Małecka                          |                        |
| 2015      | Nie rób scen                                          | ekspedientka                                  | odc. 10                |
| 2016      | Dwoje we troje                                        | Monika, klientka banku, żona Stefana          | odc. 4, 20, 28, 40, 48 |
| 2017      | Ojciec Mateusz                                        | Celina Kaziuk, żona Romana                    | odc. 222               |
| 2017      | Na dobre i na złe                                     | Ula, żona Michała                             | odc. 662               |
| 2017      | Druga szansa                                          | ekspedientka w księgarni                      | odc. 42                |
| 2019      | Za marzenia                                           | urzędniczka USC                               | odc. 26                |
| 2019      | 39 i pół tygodnia                                     | Ada, siostra Ewy                              | odc. 7                 |
| 2020      | Światło, kamera, akcja!                               | recepcjonistka                                |                        |
| 2020      | Sąsiedzkie porachunki                                 | Basia, żona Wojtka                            |                        |
| 2020–2022 | BrzydUla 2                                            | Angelica Kubasińska, siostra Violetty         |                        |
| 2021      | Komisarz Mama                                         | Olga Jagniak                                  | odc. 7                 |
| 2021      | Kuchnia                                               | sędzia Genowefa                               | odc. 3                 |
| 2021      | Przyjaciółki                                          | Ewa Matys                                     |                        |
| od 2022   | To nie ze mną                                         | Elka                                          |                        |
| 2023      | Na dobre i na złe                                     | Anita                                         | odc. 881               |

Opracowano na podstawie materiału źródłowego.

## Teatr
- Opracowano na podstawie materiału źródłowego[3].
  - 2003: W piątek wieczorem (reż. Agnieszka Glińska) jako Carol
  - 2003: Letnicy (reż. Eugeniusz Korin) jako Olga
  - 2004: Iwona, księżniczka Burgunda (reż. Zbigniew Zapasiewicz) jako dama dworu
  - 2004: Kopciuch (reż. Will Pomerantz) jako Macocha
  - 2005: Piaf (reż. Jan Szurmiej) jako pielęgniarka
  - 2006: Niebezpieczne związki (reż. Jacek Bunsch) jako Cecylia Volanges
  - 2006: Furia (reż. Ewelina Kaufmann) jako dziewczyna z deszczu
  - 2006: Wariat i zakonnica (reż. Jacek Bunsch) jako siostra Anna
  - 2007: Plotka (reż. Tomasz Man) jako Ariane
  - 2007: Wszyscy kochamy Barbie (reż. Cezary Morawski) jako potworynka
  - 2015: Między łóżkami (reż. Artur Barciś)
  - 2016: Psycho-tera-polityka (reż. Mirosław Gronowski) jako Iwona
  - 2016: Hotel Westminster (reż. Jerzy Bończak) jako recepcjonistka i pokojówka Maria